# تيم مكدونالد
تيم مكدونالد (بالإنجليزية: Tim McDonald)‏ هو لاعب كرة قدم أمريكية أمريكي، ولد في 6 يناير 1965 في فريسنو في الولايات المتحدة.

## وصلات خارجية
- تيم مكدونالد على موقع مرجع كرة القدم المحترفة.كوم (الإنجليزية)